# 三ツ木清隆
三ツ木 清隆（みつぎ きよたか、1953年5月30日 - ）は、日本の俳優、歌手、タレント。本名同じ。千葉県市川市出身。和光学園高等学校卒業。たむらプロを経て、ケイ・エム・ティー所属。身長176cm。血液型O型。

## 来歴
千葉県市川市に中華料理店を営む両親の一人息子として生まれ、3歳時に東京へ移る。同級生の女子と話もできないほど人見知りがひどかったため、それを直したいと考え、小学生の頃に自ら児童劇団に応募して入団。1966年、中学1年生の時に劇団日本児童に入る。
1967年に『光速エスパー』の主役・東ヒカル役に1,200人の中から選ばれデビュー。撮影スタジオは自宅の近所であったため、自転車で通っていた。撮影は過酷で徹夜になることもあり、スタジオの隅に布団を敷いて寝て、深夜でも起こされて撮影していた。ほとんど休みがなかったこともあり、過労で倒れて、1週間の休暇を取ったこともある。学校にもほとんど行けず、登校すると女子生徒から騒がれることもあった。芝居の基本訓練がほとんどないまま主役に抜擢されたために、何度も怒鳴られていたことから「辞めたい」と考えていたこともあるというが、本作で鍛えられたから現在まで俳優業を続けることが出来たと語っている。
1973年には、テレビドラマ『白獅子仮面』と映画『さえてるやつら』で主演を務めた。
『ウルトラマンタロウ』では主人公役の候補の一人だったが、ZATの西田次郎隊員としてレギュラー出演。『タロウ』のファンからも、実際に主演した篠田三郎と間違えられたこともあったという。篠田自身が考案した変身ポーズについて、「それはよくないとか、円形の動きを入れてはどうか? とあれこれ口を出していた。篠田さん申し訳ない（笑）」と語っている。だが同時に出演していた『白獅子仮面』とスケジュールがあわなくなり、『タロウ』は降板する。
以後もテレビ、映画、舞台で活躍、旅番組のリポーターとしても活動している。
1989年、本郷功次郎に勧められ、茨城県つくば市に居住。
2010年11月、作曲家の遠藤実、遺作シングルとして「季節の中で」（作詞・作曲：遠藤実）を発売、歌手としての活動も積極的に行っている。
2019年7月に、小倉一郎・江藤潤・仲雅美と、4人組音楽ユニットのフォネオリゾーン を結成してデビュー。

## 人物・エピソード
- 趣味は、ゴルフ[3]、スクーバダイビング[7]、旅[3]、読書[3]。特技は、乗馬[1]、日本舞踊[1][3]、殺陣[1][4][3]。
- 1986年に女優の坂上味和と結婚したが、1991年に離婚[2]。1996年に当時マネージャーだった女性と再婚した[2]。
- 遠藤実の作詞・作曲の「季節の中で」（2010年発売）は、生前に発売に向け、遠藤に一度だけレッスンをつけてもらったが、死去で発売が立ち消えとなっていた。しかし本人とレコード会社の強い要望で、いではくのプロデュースのもと、つばさレコーズより発売に至る。

## 出演

### テレビドラマ
- 快獣ブースカ[22]（1966年、NTV）
- ライオン奥様劇場 / 愛よふたたび[22]（1967年、CX）
- 光速エスパー（1967年 - 1968年、NTV） - 主演・光速エスパー / 東ヒカル
- 東京ロマン 花と蝶（1969年、NET）
- 特別機動捜査隊（NET）
  - 第419話「夜のシャボン玉」（1969年） - 中西明
  - 第430話「明日からはひとり」（1970年） - 春夫
- 大江戸捜査網（12ch→TX）
  - 第11話「殴り込み風来坊」 - 第62話「恋と喧嘩の七変化」（1970年 - 1972年） - 仙吉
  - 第259話「密室殺人事件」（1976年） - 仁吉
  - 第281話「雨の朝江戸に死す」（1977年） - 直吉
  - 第400話「悪女が捨てた殺しの分け前」（1979年） - 幸太郎
  - 第457話「おんな蟻地獄」（1980年） - 榊原
  - 第597話「悪徳人妻市場 裏切りの情事」（1983年） - 利助
- 青春をつっ走れ 第7話「ケーキがむすんだあの子とあいつ!」（1972年、CX）- 田所茂
- 決めろ!フィニッシュ（1972年、TBS） - 小野次郎
- あしたに駈けろ! 第6話「青春の一番長い日」（1972年、CX）
- 泣くな青春（1972年、CX） - 宮崎洋介
- 街の息子たちへ（1972年、NHK）- 秋元
- 白獅子仮面（1973年、NTV） - 主演・白獅子仮面 / 剣兵馬
- ウルトラマンタロウ（1973年） - 西田次郎
  - 第1話「ウルトラの母は太陽のように」 - 第7話「天国と地獄 島が動いた!」
  - 第13話「怪獣の虫歯が痛い!」
- 新選組 第13話「決死隊 京に突入す」（1973年、CX） - 古谷兵助
- 大河ドラマ（NHK）
  - 国盗り物語（1973年） - 明智光春
  - 花神（1977年） - 江幡五郎
  - 草燃える（1979年） - 曾我祐成
  - 武田信玄（1988年） - 高遠頼継
- 木下恵介・人間の歌シリーズ / 夏の別れ（1973年、TBS）- 川島光夫
- 唐変木に花咲けば（1974年、MBS）
- 青葉繁れる（1974年、TBS） - ユッヘ
- 東芝日曜劇場 / 花時計（1974年、ABC）
- 大盗賊（1974年、CX） - 新吉
- だいこんの花 第4部（1974年 - 1975年、NET） - 倉橋進一
- おんな浮世絵・紅之介参る!（1974年 - 1975年、NTV） - 石部金吾
- 大岡越前（TBS）
  - 第4部（1974年 - 1975年） - 文吉
  - 第11部 第19話「目撃者は名乗れぬ女」（1990年） - 政吉
- 銭形平次（CX）
  - 第467話「瓦版騒動記」（1975年） - 三平
  - 第492話「いとこ同志」（1975年） - 仙吉
  - 第548話「お七は殺しを見た」（1976年） - 弥吉
  - 第697話「三味線慕情」（1979年） - 巳之助
  - 第863話「謎の書置き」（1983年） - 謙太
- 夜明けの刑事（TBS）
  - 第24話「ふるさとの母に向かって走れ!」（1975年） - 山下茂男
  - 第49話「就職の秋・人事課長殺人事件」（1975年） - 西野ハルオ
  - 第101話「世にも恐ろしい母の愛」（1977年）
- 剣と風と子守唄  第20話「兄弟の勲章」（1975年、NTV） - 甘利小平太
- 銀河テレビ小説（NHK）
  - 青春のいたみ（1975年）- 久米健次
  - 冬の虹（1979年）- 次郎
  - 現代夫婦考（1981年）- 国木田
  - ふるさとシリーズ 港駅（1984年）
- 新宿警察 第4話「銀行ギャング・わが夢」（1975年、CX） - 堀川ヒロシ
- はぐれ刑事 第3話「復讐」（1975年、NTV） - 杉森
- 花王 愛の劇場（TBS）
  - 絶唱（1976年） - 順吉
  - わが母は聖母なりき（1980年） - 滝田
  - 花さくらんぼ（1984年）
- 水戸黄門（TBS）
  - 第6部 第20話「若者の恋 ‐和歌山‐」（1975年） - 雑賀小十郎
  - 第7部 第29話「花嫁になったお新 -飯田-」（1976年） - 文吉
  - 第8部 第23話「黄門さまは時の氏神 -大洲-」（1977年） - 弥一郎
  - 第10部 第26話「日本晴れ‼水戸街道 -水戸-」（1980年） - 藤代市太郎
- 人魚亭異聞 無法街の素浪人 第16話「硝煙の市街戦」（1976年、NET） - 山形虎之介
- 新・二人の事件簿 暁に駆ける（ABC）
  - 第12話「記憶の壁」（1976年）
  - 第35話「この愛を信じて」（1977年）
- 太陽にほえろ!（NTV）
  - 第231話「孤独」（1976年） - 辻井勉
  - 第265話「ゴリ、爆発!」（1977年） - 脇坂二郎
  - 第512話「婚約者の死」（1982年） - 松本英治
- 火曜劇場 / 喜びも悲しみも幾歳月（1976年 - 1977年、NTV）
- 新・夜明けの刑事 第2話「困った! 2人の関係が…」（1977年、TBS）
- ナショナルゴールデン劇場 / かあちゃん（1977年、NET）
- 華麗なる刑事 第4話「標的は俺だ」（1977年、CX） - 清宮
- 新選組始末記（1977年、MBS） - 藤堂平助
- 新幹線公安官 第1シリーズ（1977年、ANB） - 高木健彦
- 俺たちの祭（1977年 - 1978年、NTV） - 小野昭一
- 新 必殺からくり人 第11話「東海道五十三次殺し旅 庄野」（1978年、ABC） - 巳之助
- コメットさん 第8話「生命がけの愛」（1978年、TBS） - 村山勘太
- 横溝正史シリーズII / 仮面舞踏会（1978年、MBS） - 田代信吉
- 獅子のごとく（1978年、TBS） - 森篤次郎
- 瀬戸の花嫁（1978年、CX） - 守田喬
- おはなちゃん繁昌記（1978年 - 1979年、ANB）
- 明日の刑事 第65話「殺人犯は女子大生?」（1979年、TBS）
- 暴れん坊将軍（ANB）
  - 吉宗評判記 暴れん坊将軍 第62話「黄金の闇に花一輪」（1979年） - 森小次郎
  - 暴れん坊将軍III 第1話「吉宗初暴れ! 少女涙の訴え状」 - 第57話「左源太 愛に死す!」（1988年 - 1989年） - 倉地左源太
  - 暴れん坊将軍・500回記念スペシャル 将軍琉球へ渡る、天下分け目の決闘!（1990年） - 倉地左源太
  - 暴れん坊将軍IV 第51話「隠された壱千万両 家康の埋蔵金を追え!（スペシャル）」（1992年） - 与平
  - 暴れん坊将軍VI 第1話「吉宗潜入!謀略の城 偽将軍宣下を阻止せよ!（スペシャル）」（1994年） - 徳川宗直、ニセ宗直（二役）
- 平岩弓枝ドラマシリーズ / 日蔭の女（1979年、CX）
- 江戸の牙 第4話「逆転! 八万両の行方」（1979年、ANB） - 杉田平八郎
- 騎馬奉行 第5話「大川に咲いた毒の花」（1979年、KTV）
- 桃太郎侍 第165話「あいつと呑んだ涙酒」（1979年、NTV） - 太助
- カレー屋ケンちゃん（1979年 - 1980年、TBS） - ハリキリ先生
- 斬り捨て御免! 第1シリーズ 第3話「無情の雨に泣く女」（1980年、12ch） - 池上大二郎
- 土曜ドラマ（NHK）
  - 離婚（1980年） - 洋輔
- あゝ野麦峠（1980年、TBS）
- 特捜最前線（ANB）
  - 第160話「復讐I・悪魔がくれたバリコン爆弾!」、第161話「復讐II 5億円が舞い散るとき!」（1980年） - 双葉宣次
  - 第436話「疑惑のXデー・爆破予告1010!」 - 第509話「神代警視正・愛と希望の十字架」（1985年 - 1987年） - 犬養清志郎巡査部長
- ポーラテレビ小説 / 発車オーライ（1981年、TBS） - 田村清次
- 木曜ゴールデンドラマ / 42時間の恐怖（1981年、YTV）
- ザ・サスペンス（TBS）
  - 十津川警部シリーズ 第1作「特急さくら殺人事件」（1982年） - 日下刑事
  - 松本清張の内海の輪（1982年）
- 月曜スター劇場 / オレ達全員奈津子の子（1982年、NTV） - 松本
- 噂の刑事トミーとマツ 第2シリーズ 第26話「湖の対決! トミー死の円月殺法」（1982年、TBS） - 根室洋介
- 鬼平犯科帳 第3シリーズ 第5話「浅草・御厩河岸」（1982年、ANB / 東宝） - 松吉
- ザ・ハングマンII 第13話「裏切り警官あぶり出し作戦」（1982年、ABC） - 龍村刑事（警視庁警防課）
- 土曜ワイド劇場（ANB）
  - 松本清張の危険な斜面（1982年）
  - 西村京太郎トラベルミステリー 第5作「東北新幹線殺人事件」（1984年） - 青木琢二
  - 幻の結婚式（1985年）
  - アルプス秘湯推理旅行（1990年） - 瀬川徹
  - 大密室殺人事件III（1992年） - 小磯勝弥
  - 山村美紗スペシャル 京都・グアムミステリーツアー（1995年） - 牧信夫
- 火曜サスペンス劇場（NTV）
  - 松本清張の霧の旗（1983年） - 杉浦健二
  - 京都鞍馬殺人街道（1989年）
- 水曜時代劇 / 御宿かわせみ 第2シリーズ  第15話「江戸の手まり唄」（1983年、NHK） - 喜太郎
- 金田一耕助の傑作推理 / ミイラの花嫁（1983年、TBS） - 鷲尾正道
- 12時間超ワイドドラマ / 若き血に燃ゆる〜福沢諭吉と明治の群像（1984年、TX） - 福地源一郎
- 日本の面影（1984年、NHK） - 真鍋晃
- 月曜ドラマランド / いたずらスチュワーデス! お嬢さまお手やわらかに（1985年、CX） - 高木
- 金曜女のドラマスペシャル（CX）
  - 死者からの電話（1986年） - 若松
  - OL三人旅 第3作「北海道露天風呂連続殺人」（1987年） - 水沢健夫
- さすらい刑事旅情編 第1話「寝台特急北斗星の殺意」（1988年、ANB）
- 月曜・女のサスペンス / 愛人岬（1989年、TX）
- 燃えよ剣（1990年、TX） - 藤堂平助
- 八百八町夢日記（NTV）
  - 第1シリーズ 第18話「最後の涙」（1990年） - 巳之吉
  - 第2シリーズ 第26話「俺は天下の大悪党」（1992年） - 仁吉
- ザ・刑事 第4話「殺人予告に脅える悪徳警官」（1990年、ANB） - 速水譲二
- 鬼平犯科帳（CX）
  - 第2シリーズ 第7話「猫じゃらしの女」（1990年、CX） - 卯之吉
  - 第4シリーズ 第3話「盗賊婚礼」（1992年） - 一文字の弥太郎
- 地球戦隊ファイブマン（1990年 - 1991年、ANB） - 星川博士
  - 第1話「五兄弟戦士」
  - 第20話「燃えろ兄弟ロボ」※声のみ
  - 第46話「父母の行方」-第48話「星への旅立ち」
- 忠臣蔵 風の巻・雲の巻（1991年、CX） - 神崎与五郎
- 銭形平次 第1シリーズ 第3話「花嫁の幽霊」（1991年、CX） - 幸吉 ※北大路欣也版
- 戦国最後の勝利者! 徳川家康（1992年、ANB） - 奥平貞昌
- 金山大爆破（1992年、CX） - 弥平
- 八丁堀捕物ばなし（CX） - 政吉
  - 第1シリーズ（1993年）
  - 第2シリーズ（1996年）
- 殿さま風来坊隠れ旅 第15話「初恋探し・宗太郎おんな道中」（1994年、ANB） - 安濃津屋新兵衛
- 名奉行 遠山の金さん 第6シリーズ 第12話「追跡!裏切った女」（1994年、ANB） - 伊之吉
- 御家人斬九郎（CX） - 和七郎
  - 第1シリーズ 第8回「奇妙な刺客」（1995年）
  - 第5シリーズ 第2回「箱根の鬼」（2001年）
- 僕らに愛を!（1995年、CX） - 笹雅弘
- 付き馬屋おえん事件帳 第3シリーズ 第2話「乳房千両」（1995年、TX） - 越前屋
- あばれ医者嵐山 第6話「神かくし」（1995年、TX） - 蓑助
- いつかまた逢える（1995年、CX） - 井原宏行
- 鬼の棲家 第10話「許されぬ愛がすべてを奪う瞬間」（1999年、CX） - 加藤高則

### 映画
- 花の特攻隊 あゝ戦友よ（1970年、日活） - 田川昭夫
- さえてるやつら（1973年、東宝） - 主演・土井原亮
- パンツの穴 花柄畑でインプット（1985年、東映） - 田所先生
- 暗号名 黒猫を追え!（1987年、プロダクションU） - 坂本刑事
- 卍舞2 妖艶三女濡れ絵巻（1995年、東映ビデオ） - 新八

### 舞台
- 岸壁の母（1976年、浅草国際劇場）
- 花のれん（1977年、明治座）
- 夜の桜（1977年、明治座）
- 与太郎めおと旅（1979年、明治座）
- 赤いろうそくと人魚（1979年、新宿コマ劇場） - 次郎太
- 黒蜥蜴（1982年、新橋演舞場）
- 女ねずみ小僧 大江戸の華（1990年、新宿コマ劇場）
- 家族熱（1991年、芸術座）
- わたしとわたし ふたりのロッテ（1992年、後楽園アイスパレス劇場） - ルイーゼのお父さん
- 結婚さわぎ（1992年、名古屋中日ホール）

### テレビアニメ
- まんが日本絵巻 第28回「決闘!! 巌流島 武蔵と小次郎」（1978年、TBS） - 佐々木小次郎
- 宝島 第26話（1979年、NTV） - ジム・ホーキンズ〈成人後〉[要出典]
- 日生ファミリースペシャル 二十四の瞳（1980年、CX） - ソンキ[注釈 1]

### 吹き替え
- 殺しのリハーサル（1985年、NHK） - レオ・ギブス（ジェフ・ゴールドブラム）

### テレビ番組
- いい旅・夢気分（1994年 - 2013年、TX） - レポーター
- 土曜スペシャル（1994年 - 、TX）- レポーター
- 徹底活用!鉄道周遊切符の旅（2007年、旅チャンネル） - ナレーター
- 三ツ木清隆の散策のすすめ（2011年 - 、JCN系列） - 冠番組
- 大人の極上ゆるり旅（2011年 - 2013年、TX） - 旅人
- 甦る!!昭和のテレビヒーロー（2017年 - 、キッズステーション） - メインパーソナリティー[23]
- ローカル線でめぐる旬旅紅葉の信州長野電鉄（2022年11月13日BSフジ18:00-19:55）旅人

### その他
- 現代画報（雑誌）取材 多数

## 音楽
2019年7月には、小倉一郎・仲雅美・江藤潤と、4人組音楽ユニットのPHONEORI ZONE（フォネオリゾーン） を結成もした。

### シングル
| 題名                   | B/W・C/W                                                            | 発売年 | レーベル       | 備考                      |
| あなたに捧げた愛だから | どうしたの                                                          | 1970年 | キャニオン     |                           |
| お姉さん               | 毎日逢いたい                                                        | 1971年 | キャニオン     |                           |
| 月光仮面は誰でしょう   | 月光仮面の歌                                                        | 1972年 | ビクター       |                           |
| 君にあげる             | 雨あがりのメロディ                                                  | 1972年 | クラウン       |                           |
| 今日から友達           | 振り返ってみたら                                                    | 1973年 | クラウン       |                           |
| えれじい               | 昼は友達・夜は恋人                                                  | 1974年 | クラウン       |                           |
| 別れのときがきても     | 忘れてしまえ                                                        | 1975年 | クラウン       |                           |
| 秋冬                   | 倖せづかれ                                                          | 1983年 | CBS・ソニー    | 12月10日発売 オリコン24位 |
| 残照                   | なぐさめ                                                            | 1984年 | CBS・ソニー    |                           |
| 想い人                 | 昔にもどろう                                                        | 1987年 | CBS・ソニー    |                           |
| 季節の中で             | きっと何処かで〜You are my friend〜 feat.兵庫ケンイチ（デュエット） | 2010年 | つばさレコーズ | 11月3日発売 オリコン66位  |

### アルバム
| 題名                                       | 発売年 | レーベル    | 収録曲 |
| 秋冬 - 女情歌                              | 1984年 | CBS・ソニー | 1.夢芝居 2.倖せづかれ 3.なぐさめ 4.赤い櫛 5.無口な夜 6.22歳 7.秋冬 8.泣かせて 9.絆 10.愛のワルツ 11.グッド・バイ・ソング                                                                                 |
| 芸能生活30周年 三ツ木清隆 さわやかアルバム | 1996年 | ビクター    | 1.秋冬 2.明日に向って 3.紫のしずく 4.おもいで津軽 5.旅情〜能登・和倉 6.それ!!USHIKU 7.みなとみらいYOKOHAMA 8.くしまの人 9.母へ 10.サンフランシスコはさくら色 11.World New York 12.いつかきっとまた逢える |